# Frans van de Ruit

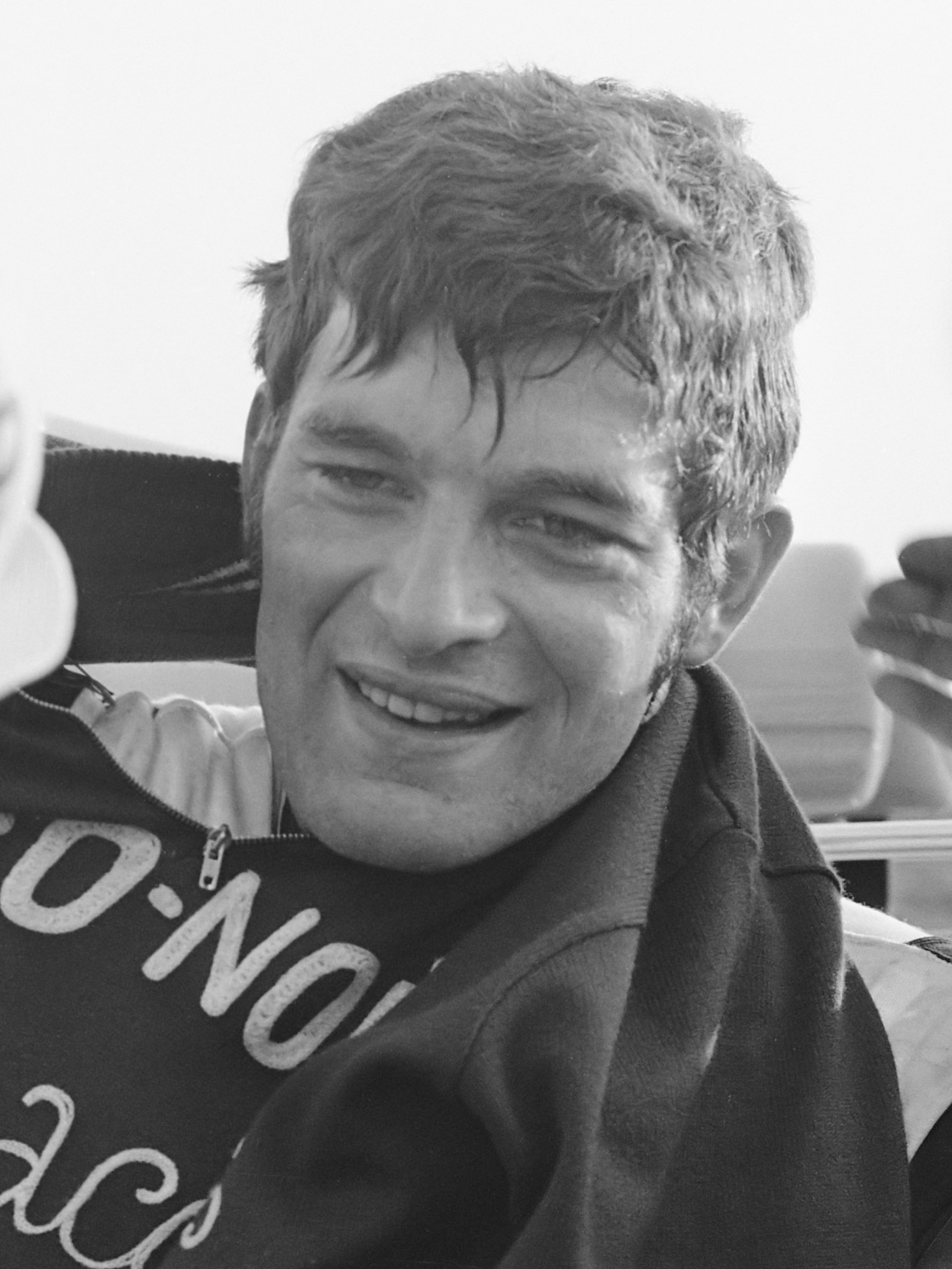
Frans Van Den Ruit (1970)

Frans van de Ruit (* 27. März 1946 in Amsterdam; † 31. Dezember 2006 ebenda) war ein niederländischer Radrennfahrer und nationaler Meister im Radsport.

## Sportliche Laufbahn
Sein bedeutendster sportlicher Erfolg war der Gewinn der Bronzemedaille bei den UCI-Bahn-Weltmeisterschaften im 1000-Meter-Zeitfahren 1966, als Pierre Trentin den Titel holte. 1969 wurde er nationaler Meister im Mannschaftszeitfahren. 1970 gewann er den Titel in der Einerverfolgung vor Klaas Balk. 1968 war er Vize-Meister in dieser Disziplin geworden. Dritte Plätze in den Meisterschaftsrennen holte er 1965 und 1966 im 1000-Meter-Zeitfahren und 1969 in der Einerverfolgung.
Im Straßenradsport gewann er 1970 eine Etappe der Olympia’s Tour und das Eintagesrennen Ster van Bladel.